# NGC 2458
NGC 2458 је елиптична галаксија у сазвежђу Рис која се налази на NGC листи објеката дубоког неба.
Деклинација објекта је + 56° 42' 39" а ректасцензија 7h 55m 51,6s. Привидна величина (магнитуда) објекта NGC 2458 износи 14,5 а фотографска магнитуда 15,5. NGC 2458 је још познат и под ознакама MCG 10-12-16, CGCG 287-9, PGC 22220.